# Daleomyces
Daleomyces Setch. – rodzaj grzybów z rodziny kustrzebkowatych (Pezizaceae).

## Charakterystyka
Askokarp typu apotecjum. Jest skórzaste, kubkowate, krążkowate lub podobne do głowy kapusty, o różnych kolorach: początkowo białawe z różowawym odcieniem, z wiekiem staje się mniej lub bardziej brązowawe, fioletowo-brązowe, oliwkowobrązowe lub wyraźnie fioletowe. Miąższ bez mleczka. Worki z wieczkiem, kuliste, 8-zarodnikowe, z wierzchołkiem silnie niebieskawym w odczynniku Melzera, z pastorałkami lub bez. Wstawki zawierają w środku fioletowo-brązowy lub żółtawy pigment, u dojrzałych okazów przechodzący w brązowy. . Askospory o powierzchni pokrytej izolowanymi brodawkami, często gęstszymi na biegunach, wewnątrz zawierające dwie gutule.
Grzyby naziemne, saprotroficzne preferujące piaszczyste gleby o zasadowym odczynie i wypaleniska.

## Systematyka i nazewnictwo
Pozycja w klasyfikacji według Index Fungorum: Pezizaceae, Pezizales, Pezizomycetidae, Pezizomycetes, Pezizomycotina, Ascomycota, Fungi.
Gatunki występujące w Polsce:
- Daleomyces exogelatinosus (K. Hansen & Sandal) Van Vooren 2020
- Daleomyces gardneri Setch. 1924
- Daleomyces petersii (Berk.) Van Vooren 2020
- Daleomyces phillipsii (Massee) Seaver 1942
- Daleomyces shearii Gilkey 1939

Wykaz i nazwy gatunków według Index Fungorum. Pominięto taksony niepewne
W Polsce występuje Daleomyces philipsii (podany jako Peziza philipsii).